# Tito Gobbi
Tito Gobbi (24. října 1913 Bassano del Grappa – 5. března 1984 Řím) byl italský operní barytonista. Svůj operní debut si odbyl v Gubbiu v roce 1935 jako hrabě Rodolfo v Belliniho Náměsíčné (La sonnambula). Rychle se pak prosadil ve velkých italských operních domech (La Scala, Operní divadlo v Římě). Roku 1956 debutoval v Metropolitní opeře v New Yorku jako Scarpia v Tosce. Proslulým se stal jeho konflikt s Rafaelem Kubelíkem, který ho roku 1955 vyhodil z Covent Garden, protože přišel pozdě na zkoušku. Než v roce 1979 odešel do důchodu, odehrál přes 100 operních rolí. Pohyboval se od Mozartových středních barytonových rolí přes Rossiniho, Donizettiho, Verdiho a Pucciniho barytonové role až po Vojcka Albana Berga. Objevil se ve více než 25 filmech. Od poloviny 60. let se realizoval i jako operní režisér, řídil takto téměř 35 inscenací po celé Evropě a Severní Americe. Byl švagrem jednoho ze svých slavných kolegů, Bulhara Borise Christova.